# Jonas Bokeloh
Jonas Bokeloh (* 16. März 1996 in Frankfurt am Main) ist ein ehemaliger deutscher Radrennfahrer.

## Werdegang
2014 wurde Jonas Bokeloh deutscher Meister im Straßenrennen der Junioren. Im selben Jahr errang er im spanischen Ponferrada den Titel des Junioren-Straßenweltmeisters. Nach Übergang in die U23-Klasse schloss er sich in der Saison 2015 dem niederländischen Continental Team SEG Racing an. 2016 gewann er die Trofej Umag und 2018 eine Etappe der Baltic Chain Tour. Im Mai 2019 beendete Bokeloh seine Radsportlaufbahn.
Bokeloh ist ein Sohn des ehemaligen Radrennfahrers Axel Bokeloh, der 1982 Vize-Weltmeister  in der Mannschaftsverfolgung wurde.

## Palmarès
2013
- eine Etappe Grand Prix Général Patton (Junioren)

2014
- Weltmeister – Straßenrennen (Junioren)
- Deutscher Meister – Straßenrennen (Junioren)

2016
- Trofej Umag

2018
- eine Etappe Baltic Chain Tour